# Жаба-верескун
Жаба-верескун (Arthroleptis) — рід земноводних підродини Arthroleptinae родини Жаби-верескуни. Має 48 видів.

## Опис
Загальна довжина представників цього роду коливається від 3 до 8 см. Голова середнього розміру. Морда майже трикутна. Над очима є великі дуги. Третій палець сильно подовжено. Очі з горизонтальними зіницями. Забарвлення коричневе, червонувате, бурувате. Черево, зазвичай світліше за спину.

## Спосіб життя
Полюбляють савани, рідколісся, луки. Значний час ховаються у лісовій підстилці. Активні вночі. Живляться безхребетними.
Це яйцекладні амфібії. На відміну від інших представників цієї родини мають пуголовок.

## Розповсюдження
Мешкають на південь від пустелі Сахара (Африка).

## Види
| - Arthroleptis adelphus - Arthroleptis adolfifriederici - Arthroleptis affinis - Arthroleptis anotis - Arthroleptis aureoli - Arthroleptis bioko - Arthroleptis bivittatus - Arthroleptis brevipes - Arthroleptis carquejai - Arthroleptis crusculum - Arthroleptis fichika - Arthroleptis formosus - Arthroleptis francei - Arthroleptis hematogaster - Arthroleptis kidogo - Arthroleptis krokosua - Arthroleptis kutogundua - Arthroleptis lameerei - Arthroleptis langeri - Arthroleptis loveridgei - Arthroleptis mossoensis - Arthroleptis nguruensis - Arthroleptis nikeae - Arthroleptis nimbaensis | - Arthroleptis nlonakoensis - Arthroleptis nyungwensis - Arthroleptis palava - Arthroleptis perreti - Arthroleptis phrynoides - Arthroleptis poecilonotus - Arthroleptis pyrrhoscelis - Arthroleptis reichei - Arthroleptis schubotzi - Arthroleptis spinalis - Arthroleptis stenodactylus - Arthroleptis stridens - Arthroleptis sylvaticus - Arthroleptis taeniatus - Arthroleptis tanneri - Arthroleptis troglodytes - Arthroleptis tuberosus - Arthroleptis variabilis - Arthroleptis vercammeni - Arthroleptis wahlbergii - Arthroleptis xenochirus - Arthroleptis xenodactyloides - Arthroleptis xenodactylus - Arthroleptis zimmeri |